# Jeklena litina
Jeklena litina je pomirjeno jeklo, ki ga ulivamo v livno votlino, kjer se strdi in obdrži njeno obliko. Ulitkov naknadno ne preoblikujemo več kot npr. pri kovanju ali valjanju. Zaradi tega so lastnosti ulitkov slabše kot lastnosti gnetnega jekla.

## Ogljikova jeklena litina
Delimo jo na:
1. jekleno litino z malo ogljika (<0.20 % C)

1. litino s srednje visoko vsebnostjo ogljika (0,20 - 0,50 % C)
2. litino z mnogo ogljika (>0,5 C).

Ogljikova jeklena litina je zlitina Fe z C in ima lahko do 2 % C. Večinoma se uporabljajo le litine do 0,6 % C. Razen ogljika litine vsebujejo še 0,3 - 0,5 % Si, 0,5 - 0,8 % Mn, so 0,05 % P in do 0,05 % S. 
Na lastnosti ogljikovih jeklenih litin predvsem vpliva količina ogljika. Ostali elementi morajo biti v predpisanih mejah. Z naraščanjem vsebnosti ogljika naraščata natezna trdnost in meja tečenja, pada pa raztezek.
Silicij je dezoksidant in preprečuje izcejanje. Z dodatkom silicija preprečujemo tudi poroznost litine. Ulivamo le pomirjeno litino. Dodatek 0,1 % Si poveča Rm za 20 N/mm2 in zmanjša razteznost A za 0,3 %.
Mangan je dezoksidant. Prav tako kot v jeklu veže žveplo v MnS. 0,1 % Mn poveča Rm za 9 N/mm2 in zmanjša A za 0,3 %.
Žveplo močno izceja. Povzroča neprijetnosti pri težkih ulitkih.
Fosfor je nezaželen, ker zmanjša žilavost. Povzroča krhkost in grobozrnatost litine ter močno pospešuje izcejanje.

## Plini v jekleni litini
Kisik je v trdnem železu praktično netopen. Jeklena litina ima pogosto 0,01 do 0,02 % O vezanega v obliki oksida.
Dušik povzroča krhkost. Topen je tako v tekoči kot tudi v trdni litini. Njegova količina je odvisna od proizvodnega procesa. 
Vodik je delno topen. 

## Mikrostruktura jeklene litine
Se ravna po metastabilnem diagramu Fe Fe3C. Običajno je feritna ali ferit perlitna.

## Mehanske lastnosti
V primerjavi z ostalimi litinami ima jeklena litina veliko trdnost, žilavost in raztezek. Da se dobro variti in kovati. Z dodatki zlitinskih elementov dobimo večjo odpornost proti koroziji.
Lastnosti običajnih ogljikovih jeklenih litin:
| Oznaka  | Natezna trdnost v N/mm2 | Razteznost v % | C v %     | Mn [%]    |
| ČL.0300 | 380                     | 20             | 0,14-0,19 | 0,4-0,6   |
| ČL.0400 | 450                     | 16             | 0,20-0,28 | 0,45-0,65 |
| ČL.0500 | 520                     | 12             | 0,30-0,38 | 0,30-0,38 |
| ČL.0600 | 600                     | 8              | 0,40-0,50 | 0,50-0,75 |

## Legirana litina
Delimo jo na:
- malolegirano (< 5 %)
- močno legirano jekleno litino (> 5 %).

Litino legiramo, če želimo doseči boljše mehanske lastnosti, obstojnost pri zvišanih temperaturah, obstojnost v ognju in odpornost proti koroziji. 
Razdelitev je podobna kot pri jeklih. Jeklena litina je običajno legirana z do 1,8 % Si, 1,3 % Mn, 26,5 % Cr, 12,5 % Ni in 2,3 % Mo.

## Krčenje jeklene litine
Vsaka litina se med strjevanjem krči. Ko se ulitek strdi, se krčenje nadaljuje, dokler se ne ohladi do sobne temperature. 
Na velikost krčenja vplivajo: kemična sestava litine (zlasti C), hitrost ohlajevanja, vrste forme, kompliciranost ulitka. Krčenje ulitka je tem večje, čim več je ogljika v litini. Volumsko krčenje znaša od 6 do 7 % in linearno od 2 do 2,2 %.

## Toplotna obdelava jeklene litine
Pri valjanju in kovanju z mehansko energijo spremenimo primarno mikrostrukturo jekla. Pri jekleni litini lahko vplivamo na mikrostrukturo in s tem na lastnosti le s toplotno obdelavo, s katero dosežemo končne lastnosti jeklene litine. Najbolje pogoste so:
- normaliziranje
- mehko žarjenje
- žarjenje za odpravo napetosti
- poboljšanje

## Varjenje jeklene litine
Njena varivost je odvisna od vsebnosti ogljika. Do 0,25 % varimo brez posebnih predpriprav. Če je ogljika več, je treba ulitek predgreti na 200-450 °C. Po varjenju ulitek običajno žarimo za odpravo napetosti.